# Agrias rebouli
Agrias rebouli är en fjärilsart som beskrevs av Le Moult 1926. Agrias rebouli ingår i släktet Agrias och familjen praktfjärilar. Inga underarter finns listade i Catalogue of Life.